# Kolosseum (Kino)

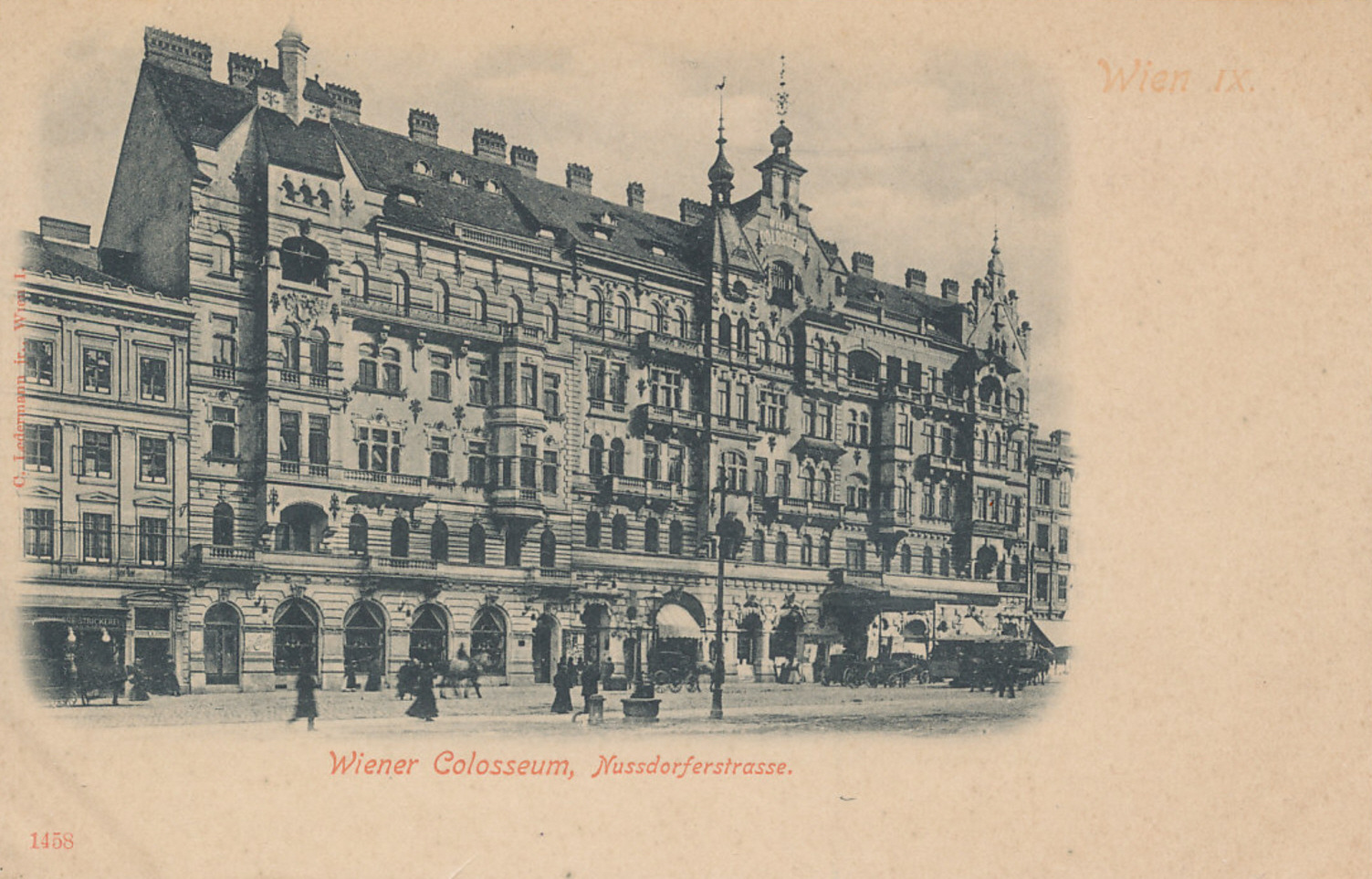
Wiener Colosseum, Ansichtskarte um 1900

Das Kolosseum, ursprünglich „Wiener Colosseum“ genannt, war von 1898 bis 2002 eine Vergnügungsstätte in Wien, 9. Bezirk (Alsergrund), Nussdorfer Straße 4 (nahe der Ecke zur Währinger Straße).
Es wurde 1898 als Varieté, Volksbühne und Komödienhaus eröffnet und seit 1925 als Kino mit 700 Plätzen betrieben, zuletzt mit mehreren Sälen. Da sich an der Kreuzung Nussdorfer Straße/Währinger Straße die Haltestellen mehrerer Straßenbahnlinien befanden und befinden, war das Etablissement sehr verkehrsgünstig gelegen. In der nahen Umgebung befanden sich Teile des Allgemeinen Krankenhauses (AKH), das Technologische Gewerbemuseum (eine höhere Lehranstalt), Universitätsinstitute und die Markthalle Nussdorfer Straße.
Heute befindet sich in den Räumen eine Supermarktfiliale.